# Spock

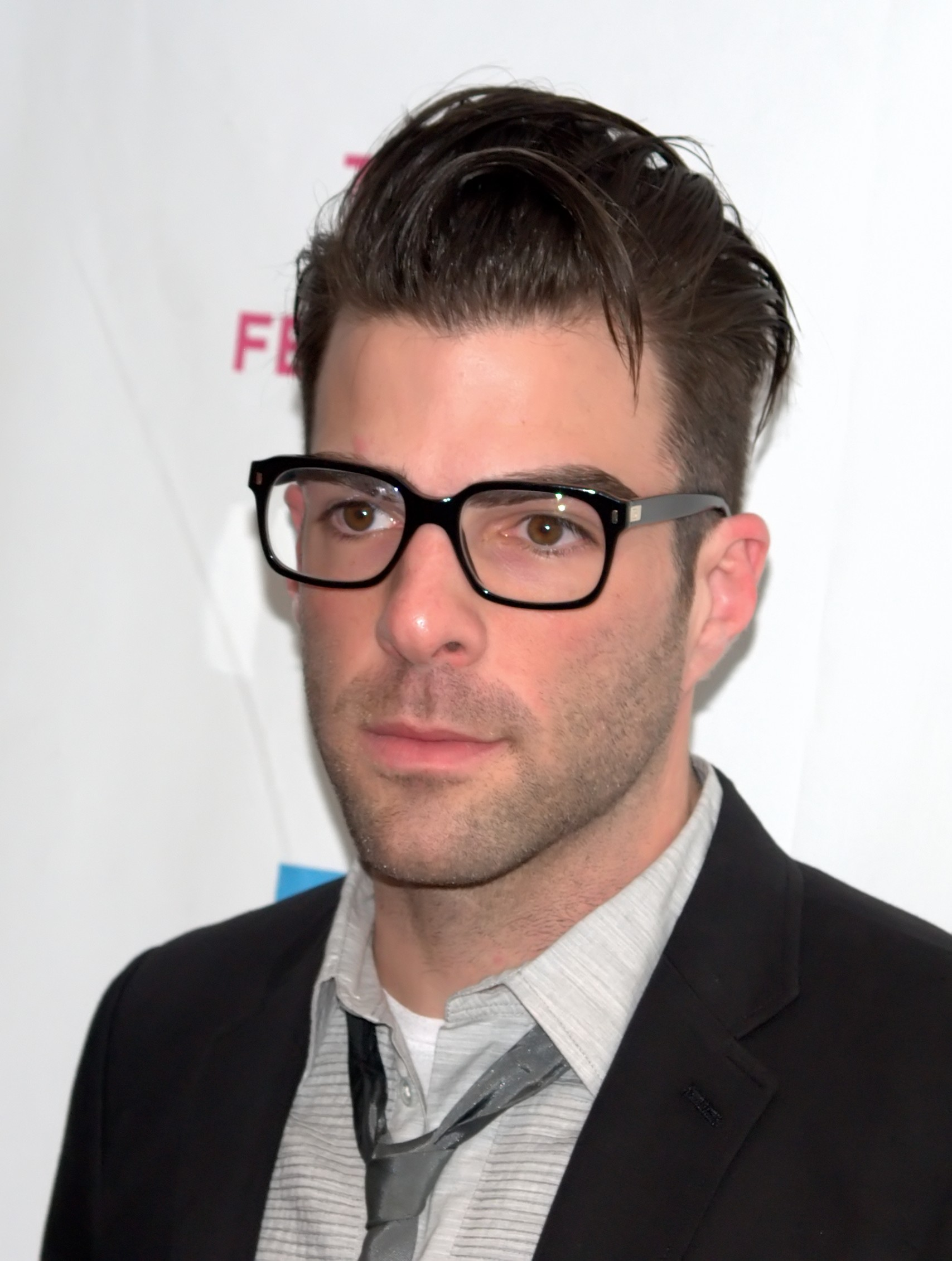
Zachary Quinto, představitel Spocka v rebootových filmech

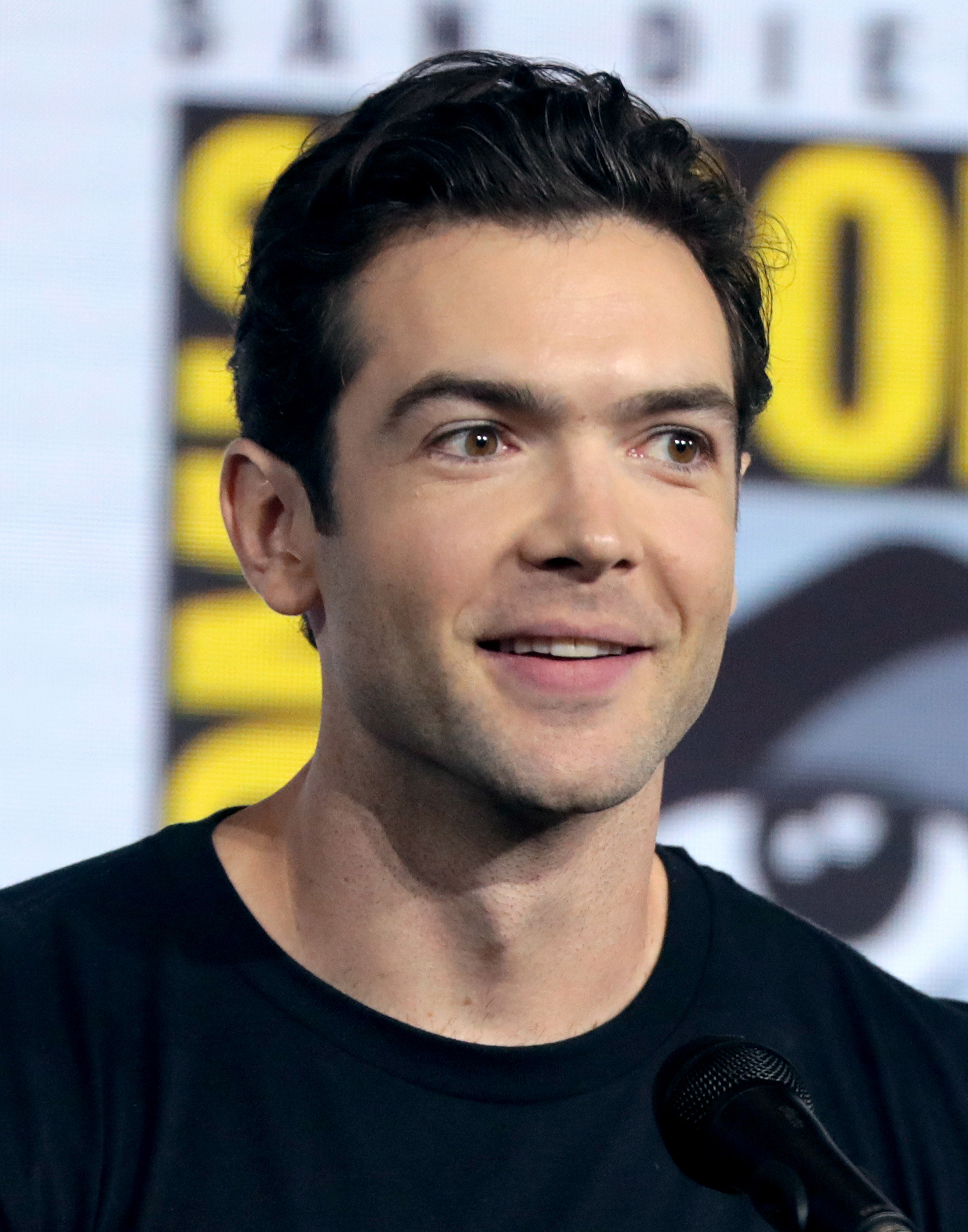
Ethan Peck, představitel Spocka v seriálech Discovery a Podivné nové světy

Spock je fiktivní postava ze sci-fi světa Star Treku. Je prvním a vědeckým důstojníkem hvězdné lodi USS Enterprise. Jako poloviční člověk a poloviční Vulkánec se spoléhá na logiku, takže je racionálním protějškem kapitána Kirka, čímž doplňuje i doktora McCoye.
Postava Spocka se poprvé objevila již v prvním a původně nevysílaném pilotním díle „Klec“ (natočen 1965), kde jej ztvárnil Leonard Nimoy. Jako jediná z postav „Klece“ se následně objevila i v původním seriálu Star Trek (1966–1969), opět v podání Nimoye. Ten si tuto roli zopakoval i ve stejnojmenné animovaném seriálu z let 1973–1974 a v následujících šesti hraných celovečerních snímcích (do roku 1991). V roce 1991 také hostoval ve dvojdíle „Sjednocení“ seriálu Star Trek: Nová generace. Záběry z nejstaršího seriálu byly rozsáhle použity i v díle „Další trable s tribbly“ (1996) seriálu Star Trek: Stanice Deep Space Nine. V rebootové filmové sérii hraje Spocka od roku 2009 Zachary Quinto, Nimoy se však v prvních dvou filmech (2009 a 2013) objevil jako velvyslanec Spock z původní časové linie. Postava Spocka se objeví v roce 2019 i ve druhé řadě seriálu Star Trek: Discovery, kde jej ztvární Ethan Peck.

## Osobní život
Spock je synem vulkánského velvyslance Sareka a jeho pozemské ženy Amandy Grayson. Ačkoli sám o sobě prohlašuje, že je Vulkánec, musí neustále řešit konflikt mezi rozumem a logikou své vulkánské polovičky a mezi emocemi a intuicí člověka. Podle lidských měřítek je ale neuvěřitelné logický a naprosto vyrovnaný i tváří v tvář nebezpečí.
Spock má staršího nevlastního bratra Syboka, který se zřekl logiky a byl proto vykázán z Vulkánu.
O Spockovi se všeobecně předpokládá, že se v pozdním věku oženil, protože kapitán Jean-Luc Picard se jednou zmínil, že potkal Sareka na svatbě jeho syna. Vzhledem k tomu, že Sybok zemřel dříve, než se Picard narodil, lze předpokládat, že mluví o Spockově svatbě. V novele Vulkánské srdce (Vulcan's Heart) jsou zmínky o manželství Spocka a Saavik.
V epizodě „Tato strana ráje“ (This Side of Paradise), když se Leila Kalomi ptá, jestli má Spock další jméno, Spock odpoví, že „je nevyslovitelné“. V epizodě „Cesta k Babylonu“ (Journey To Babel) se na příjmení ptají Spockovy matky Amandy. Ta odpovídá, že příjmení sice má, ale vyslovit by ho tázající mohl až „po dlouhém nacvičování“. Vypadá to, že Spockovo příjmení je pro většinu členů Federace nevyslovitelné a „Spock“ je jeho osobní jméno.
V neoficiální novele z roku 1985 od Barbary Hamblyové, je jako rodinné jméno Spocka a Sareka uváděno S'chn T'gai.
V novele „Syn včerejška“ (Yesterday's Son) se Spock stane otcem poté, co je na krátkou dobu uvězněn v minulosti již zničené planety Sarpeidon. V pokračování „Čas pro včerejšek“ (Time for Yesterday) se jeho syn Zar vrací, aby spojil mysl se Strážcem věčnosti.

### Počátky
Podle animovaného seriálu a zmínek Spockovy matky Amandy v epizodě „Cesta k Babylonu“, byl v mládí Spock tyranizován svými druhy kvůli smíšenému původu, což způsobilo, že se těžce rozhodoval, kterou cestu v životě zvolit. Aby ukázal, že na to má, podstoupil předčasně důležitou zkoušku dospělosti bez vědomí rodičů. Na cestě ho doprovázel, i proti jeho vůli domácí mazlíček sehlat I-Chaya. Během zkoušky je napadla nebezpečná šelma a I-Chaya byl při souboji vážně zraněn. Ačkoli byli zachráněni příbuzným, který je sledoval, potřeboval I-Chaya okamžitou lékařskou péči. (Ten příbuzný byl dospělý Spock, který se vrátil v čase, aby sám sebe v tomto okamžiku zachránil.)
Ačkoli mohl Spock přivést léčitele, sehlatovi již nebylo pomoci, když se vrátil. Když Spock zvážil bolestivé protahování života a milosrdný odchod, vybral logicky pro I-Chayu eutanazii. Toto ovlivnilo jeho rozhodnutí následovat filozofii Suraka a vulkánské ideály logiky a přísné emocionální kontroly.
V roce 2267 získal Spock čestný vědecký řád Vulkánu (Vulcanian Scientific Legion of Honor) a klasifikaci A7 jako počítačový expert. Neoficiální knihy tvrdí, že ve skutečnosti měl klasifikaci A7 pouze v Hvězdné flotile.

### Hvězdná flotila
Skoro celou svoji kariéru v Hvězdné flotile strávil Spock na jediné lodi, známé USS Enterprise. (Spock vstoupil do flotily navzdory přání svého otce Sareka, který chtěl, aby jeho syn navštěvoval vědeckou akademii na Vulkánu.) V neoficiální novele „Krize na Vulkánu“ (Crisis on Vulcan) je popsána Spockova první zkušenost s touto lodí. Na palubě Enterprise doprovází svého otce na diplomatické misi a potkává zde svého budoucího kapitána, Christophera Pika, který slouží jako první důstojník pod Robertem Aprilem, prvním kapitánem Enterprise. Spock se začne zajímat o lidi a částečně také o loď, což vede k tomu, že začne (po Pikově pozvání velice vážně) uvažovat o vstupu do Hvězdné flotily.
Pod kapitánem Pikem slouží skoro sedm let. Podle publikací od producentů originální série byl na loď přidělen ještě jako kadet a teprve později byl povýšen na podporučíka a následně na mladšího poručíka.
Poprvé ho na palubě Enterprise viděli diváci jako poručíka a zároveň mladšího vědeckého důstojníka („Klec“ (The Cage)), ačkoliv měl být podle Gene Reddenberryho první poručík. Některé ze Spockových zážitků ze služby pod kapitánem Pikem byly zveřejněny v neoficiální komiksové sérii Star Trek (Star Trek: Early Voyages). Spockovo první dočasné velení bylo v roce 2254, když nařídil evakuaci Enterprise z Talosu IV poté, co byli starší důstojníci uneseni nepřátelskými obyvateli. 
Po návratu z pětileté mise a konci Klingonsko-Federační války v roce 2257, opustil Spock Enterprise, aby zkoumal své vize „Rudého anděla“. To vedlo k zjištění, že „Rudý anděl“ je ve skutečnosti biologická matka Spockovi adoptivní sestry Michael, Gabrielle. Ta cestami v čase zjistila, že umělá inteligence, kterou používala výzvědná služba Hvězdné flotily Oddíl 31, má v úmyslu zničit veškerý život v galaxii s pomocí informací z tzv. Sféry, které získala USS Discovery. Takže bylo nutné dostat Discovery do daleké budoucnosti, pomocí časového krystalu, umístěného do speciálního skafandru. Operace přerostla ve velkou bitvu s umělou inteligencí. Časový skafandr si oblékla Michael a vedla Discovery skrz červí díru do 930 let vzdálené budoucnosti. Ještě před cestou se Spock naposledy rozloučil se svou nevlastní sestrou. Tyto události byly utajeny. Poté se Spock vrátil na pozici vědeckého důstojníka na Enterprise, pod vedením Christophera Pika. (Star Trek: Discovery) 
V roce 2265 byl Spock povýšen na prvního důstojníka a začal sloužit na dvou pozicích (jako první důstojník (výkonný důstojník) a vědecký důstojník Enterprise) pod kapitánem Jamesem T. Kirkem (Star Trek: originální série). Spock s kapitánem Kirkem se stali dobrými přáteli, zatímco s mrzoutským doktorem Leonardem „Kostrou“ McCoyem se neustále přel. V roce 2267 byl Spock povýšen na velitele. V roce 2270 rezignoval aby se vrátil na Vulkán a podstoupil trénink v Kolinahr.
Roku 2271 se Spock vrátil do aktivní služby jako velitel a byl umístěn jako vědecký důstojník na USS Enterprise. Po V'Gerovi (Star Trek: Film) a následné ztrátě prvního důstojníka, kapitána Willarda Deckera, začíná Spock opět sloužit na USS Enterprise jako první i vědecký důstojník.
O několik let později byla Enterprise určena jako zkušební loď pro akademii Hvězdné flotily. Spock byl povýšen na kapitána a ustanoven velícím důstojníkem USS Enterprise. Kirk se vrátil na svůj dřívější post admirála ve vedení Hvězdné flotily. V roce 2285 byl Spock dočasně uvolněn z velení kvůli Genesis (Star Trek II: Khanův hněv), a velení Enterprise se podle rozkazů ujal admirál James T. Kirk, aby prozkoumal situaci na výzkumné stanici Regula I. Toto ale nakonec vyústilo v souboj s Khanem Noonien Singhem, eugenicky vylepšeným člověkem z 20. století, který zemi opustil v hibernační lodi. Enterprise se s ním již jednou setkala, v epizodě Vesmírné sémě (The Space Seed). Pokusil se ji ovládnout ale byl Kirkem poražen a se svými lidmi vysazen na Alpha Ceti V, odkud se v druhém Star Trek filmu vydává na svou cestu pomsty.
Během poslední bitvy vstoupil Spock bez ochranného obleku do komory pro kontrolu antihmoty, která byla zamořena radioaktivitou, aby loď znovu získala kontrolu nad warpovými motory. Podařilo se mu to včas, takže Enterprise mohla uniknout explozi Genesis. Když se Kirk zeptal, proč to udělal, odpověděl, „že dobro většiny převládá nad dobrem menšiny nebo jednotlivce“. Spock zemřel, když byla vytvořena planeta Genesis.

### Znovuzrození
Spockova smrt na konci Khanova hněvu není konec. Těsně před vstupem do radioaktivní komory spojil svoji mysl s myslí doktora Leonarda McCoye a přesunul k němu svoji katru, spirituální esenci. Při slavnostním pohřbu bylo Spockovo tělo uzavřeno do torpéda a vystřeleno na rychle se vyvíjející planetu Genesis. V neoficiálním přepisu filmu je uvedeno, že Kirk pohřbil Spocka do vesmíru a nechal ho zpopelnit v atmosféře Genesis, protože si to přál a nechtěl být vrácen na Vulkán.
Protože gravitační pole planety nebylo ještě kompletní, přistálo torpédo měkce na povrchu místo toho, aby shořelo v atmosféře. Spockovy mrtvé buňky byly „zregenerovány“ vlnou Genesis, takže jeho tělo se na planetě znovu zrodilo. Brzo přiletěla USS Grissom, aby planetu studovala. Doktor David Marcus (syn Jamese Kirka) a Saavik se přenesli na planetu, kde objevili známky života, což, jak se později ukázalo, byl kapitán Spock. Grissom byla ale zničena klingonskou lodí, která přiletěla na orbitu Genesis. Ukázalo se, že Spockovo tělo a planeta Genesis jsou spojeni nějakým poutem, a když začala planeta rychle stárnout, začal stárnout i Spock. Bylo jasné, že planeta Genesis je nestabilní a brzo zničí sama sebe.
Skoro ve stejnou chvíli, kdy bylo Spockovo tělo regenerováno na Genesis, navštívil jeho otec, velvyslanec Sarek, admirála Kirka. Řekl Kirkovi o existenci katry a o tom, že Spock ji mohl před smrtí přesunout do něčí mysli. Sarek předpokládal, že když si Spock a Kirk byli blízcí, vybral si Spock jako nositele katry právě Kirka. Ale Spock se nemohl Kirka před smrtí dotknout. Kirk věděl, že si Spock musel vybrat někoho jiného a po zhlédnutí záznamu ze strojovny zjistili, že Spock spojil svoji mysl s myslí doktora McCoye. Sarek poznamenal: „Jeden živý, jeden ne. Oba ale trpí.“ Sarek řekl Kirkovi, aby přivezl McCoye a Spockovo tělo na Moun Selaya na Vulkán, kde by jim mohli pomoct nebo kde by „nalezli klid“.
Kirk se pokoušel získat oficiální povolení, aby se mohl vrátit na Genesis pro Spockovo tělo. Povolení mu ale nebylo uděleno a tak ukradl Enterprise a vypravil se tam sám. Kirk, McCoy, Scott, Sulu a Čechov ukradli Enterprise a odletěli na Genesis. Po příletu se setkali s klingonským dravcem a velitelem Krugem, který měl použít Genesis jako zbraň pro Klingonské impérium. Kirk byl donucen zničit Enterprise, aby se nedostala do rukou Klingonů a zabil Kruga na povrchu planety v boji beze zbraně. Pak Kirk zachránil Spockovo tělo, (které bylo právě stejně staré jako byl Spock před smrtí na Enterprise) a přelstil zbývající Klingony, takže ho přenesli na loď. Kirk a jeho posádka převzali velení na dravci a nabrali kurz na Vulkán.
Jakmile doletěli na Vulkán, odnesli Spockovo tělo na Hora Seleya. Kněžka potvrdila, že Spockovo tělo je živé a zeptala se Sareka, co chce udělat. Sarek ji požádal o fal-tor-pan, znovunavrácení katry do Spockova těla. Kněžka na to odpověděla, že tento rituál nebyl prováděn po mnoho století a že jeho požadavek je nelogický. Sarek na rituálu trval a tak si kněžka vyžádala osobu, která katru přechovávala. Když se ozval McCoy, varovala ho, že rituál může být pro oba velice nebezpečný a že by si měl rozmyslet, jestli ho podstoupí nebo ne. McCoy si zvolil nebezpečí a rituál fal-tor-pan začal.
Po několika hodinách byl fal-tor-pan hotov. Spock zrovna odcházel se skupinou vulkánských mnichů, když se náhle zastavil. Přešel ke Kirkovi a řekl mu, že mu otec sdělil, že byli přátelé a že se pro něj Kirk vrátil. Pak se Spock Kirka zeptal, proč to udělal a Kirk mu odpověděl, že „dobro jednotlivce převážilo dobro většiny“.
Po znovuzrození absolvoval Spock zhuštěný výukový program a opět dostal hodnost kapitána v Hvězdné flotile. Nějakou dobu byl dezorientovaný a trpěl amnézií, ale potom se z katry začala obnovovat jeho osobnost i vzpomínky. Bylo to znát například v okamžiku, kdy byl Spock schopný odpovědět na otázku „Jak se cítíš?“. Když zprvu nevěděl jak odpovědět, jeho matka ho ujistila, že na to časem přijde. Později, na Zemi, se Sarek zeptal Spocka, jestli chce něco vzkázat matce. Spock poprosil otce, aby jí řekl, že se cítí dobře.
McCoy se jednou zeptal Spocka na jeho zážitky se smrtí a znovuzrozením a tím, že on se opravdu „dostal tam, kam ještě žádný člověk nevkročil“. Spock odpověděl, že je nemožné diskutovat o tomto tématu bez dostatečných informací na obou stranách. Mohlo by to znamenat, že Spock neví, jak vysvětlit své zážitky jiným lidem, nebo že by měl McCoy zemřít a znovu se narodit, aby porozuměl odpovědi.
V roce 2286, po „incidentu s velrybami“, byl umístěn jako první důstojník na USS Enterprise (NCC-1701-A) (Star Trek IV: Cesta domů), ačkoli mu zůstala hodnost kapitána. Spock zůstal jako první důstojník na Enterprise dalších pět let. Během této doby se zúčastnil historické cesty do středu galaxie (Star Trek V: Nejzazší hranice).

### Neobjevená země
Krátce po výbuchu klingonského měsíce Praxis v roce 2291, požádal Sarek svého syna o pomoc s diplomatickou misí, která měla zabránit možné krizi. Spock začal rozhovorem s klingonským kancléřem Gorkonem, který Spockovi navrhl, aby začalo vyjednávání mezi Federací a Říší. Spock na poradě vedení Hvězdné flotily podal krátkou zprávu o katastrofě na Praxisu a stručně uvedl, čeho by mohlo být mezi vládami dosaženo.
Část této diplomatické mise by obsahovala eskortování kancléře Gorkona na Zem. Spock navrhl, aby se toho zhostila Enterprise a kapitán Kirk. Kirk nebyl tímto návrhem nadšený, protože Klingonům stále nemohl odpustit smrt svého syna (Davida Marcuse).
Spock se spolu se staršími členy posádky nalodil na Enterprise, kde zjistil, že na loď byla přidělena i jeho chráněnka, poručík Valeris. Enterprise brzy opustila orbitu Země, setkala se s lodí kancléře Gorkona a kancléř a jeho doprovod se přenesli na Enterprise na večeři. Valeris navrhla, aby se k večeři nalévalo romulanské pivo, což mělo nešťastné následky. Večeře se ke Spockově zahanbení změnila v ostrou výměnu názorů. Po večeři objevil Spock v blízkosti Enterprise zdroj neutronů. V okamžiku, kdy to ohlásil Kirkovi, zasáhlo klingonskou loď torpédo. Spock musel konstatovat, že „vypálili na loď kancléře“. Kirk a doktor McCoy se přenesli na klingonskou loď, kde byli po smrti Gorkona zatčeni. Spock převzal velení nad lodí, a když byli Kirk s McCoyem uznáni vinnými, provedl pátrání mezi posádkou a zjistil, že ti dva jsou nevinní. Poté s lodí odletěl na Rura Penthe (trestaneckou kolonii), aby zachránil Kirk a McCoye, jakmile se z vězení dostanou mimo rušící štít.
Jakmile byl Kirk na palubě, rychle zjistili, že je a Federaci podvedla Valeris. Kirk, Spock a McCoy Valeris zatkli a dostali z ní informace o nadcházející Kithomerské konferenci. Enterprise co nejrychleji zamířila na místo konference, ale byla napadena lodí, která vypálila to torpédo – klingonským dravcem, který mohl střílet i neodmaskovaný. Lodi velel generál Chang. Než Spock zjistil, že loď vypouští palivo a energii, podle které je možné ji najít, napáchala na Enterprise docela závažné škody. Spock a doktor McCoy pak na základě Spockova zjištění upravili torpédo tak, že loď našlo a zničilo.
Posádka Enterprise se přenesla na konferenci právě včas, aby zabránila vraždě prezidenta Federace. Poté se Spock stal jednou z nejdůležitějších postav rodícího se spojenectví s klingonským Impériem (Star Trek VI: Neobjevená země). Také se spřátelil s romulanským senátorem Pardekem a jejich přátelství vydrželo přes 90 let.

### Po Hvězdné flotile
Po vyřazení NCC-1701-A z provozu, odešel Spock z Hvězdné flotily a zaměřil se na diplomacii.
Není jasné, co dělal dalších 70-75 let, ale evidentně se mezitím oženil (Jean-Luc Picard se jednou zmínil, že se zúčastnil svatby Sarekova syna). Novela Vulkánské srdce (Vulcan's Heart) se věnuje svatbě Spocka se Saavik (které se účastnil i mladý Jean-Luc Picard).
V roce 2368 odcestoval Spock na Romulus, aby zajistil mír mezi Romulany a Vulkánci a vyřešit spor, který se táhl už po tisíciletí. (Star Trek: Nová generace „Unification Parts I and II“, česky Sjednocení ). Je možné, že jeho práce zlepšila vztahy i mezi Federací a Romulany (Star Trek: Nemesis), ačkoli v oficiálních publikacích nic takového nebylo řečeno.
V novele Kapitánská krev (Captain’s Blood) zinscenoval Spock na mírovém shromáždění na Romulu svoji falešnou vraždu. Chtěl tím ze sebe udělat mučedníka Romulansko-Vulkánského znovusjednocení a využít nestabilní Romulanskou politiku pro spojení Vulkánců, Romulanů a Rémanů.
V roce 2387 ohrožovala planetu Romulus Hobuská supernova. Velvyslanec Spock slíbil Romulanům pomoc a na objednávku Vulkánské akademie věd byla vystavěna loď Jellyfish s generátorem černých děr - rudou hmotou. Sám pak loď pilotoval k Romulu, na místo však dorazil pozdě a stal se tak svědkem zkázy planety. Aby zabránil rozšíření supernovy, vytvořil vypuštěním rudé hmoty singularitu, která ji pohltila. Byl však překvapen dalším svědkem, Romulanem Neronem a jeho původně těžařskou lodí Narada. Zaměstnáni bojem byli oba vtaženi do černé díry, Nero jí proletěl první.
Ukázalo se, že byli děrou přeneseni zpět v čase, avšak Spock dorazil v roce 2258, až 25 let po Neronovi, který mezitím svými činy změnil historii a vytvořil tak novou alternativní časovou linii. Po vynoření z černé díry byl Spock zajat Naradou a vysazen na Delta Vega, odkud byl přinucen sledovat, kterak Nero technologií rudé hmoty ničí Vulkán. O chvíli později je překvapen, když ho v jeho jeskyni za dramatických okolností objeví mladý James T. Kirk. Od něj se dozvídá o změnách v tomto vesmíru, kde Kirk dosud není kapitánem USS Enterprise, místo toho byl vysazen na Delta Vega za vzpouru současným kapitánem - mladým Spockem, se kterým se vzájemně nemohou vystát. Původní Spock tak dospěje k rozhodnutí, že je třeba Kirka dostat zpět na Enterprise, aby se chopil velení lodě, zabránil Neronovi v páchání dalších škod a snad i navázal přátelštější vztahy s mladým Spockem.
Spolu se vydávají k nejbližší základně flotily, kde náhodou narazí na Montgomeryho Scotta, autora transwarp přenosu, na který ale dosud nepřišel. Spock je tedy nucen přeskočit poznávací proces a rovnou Scottovi odhalit jeho budoucí vzorec pro přenos na loď letící warpem. Sám se ale na Enterprise nechystá, jeho setkání s mladým Spockem by mohlo způsobit paradox, který by zničil vesmír a proto zaúkoluje Kirka a Scotta.
Není známo, jak se dostal z Delta Vega, přesto se po porážce Nerona Kirkem a mladým Spockem objevuje na Zemi. Zde se v hangáru setkává se svým mladším já. Vesmír zničen nebyl, starý Spock vysvětluje, že musel Kirkovi lhát, aby ten pak byl nucen navázat vztah s mladým Spockem a postupně tak položil základy přátelství přesahující i jejich chápání. Jelikož byl Vulkán zničen a zbylo jen málo přeživších, rozhodl se Spock pomoci obnovit svou kulturu, svému mladšímu protějšku pak doporučil zůstat ve Hvězdné flotile. (Star Trek 2009)
V našem vesmíru je Spock od zničení Romulu roku 2387 pohřešován a jeho osud je v roce 2409 stále neznámý. (Star Trek Online)

## Schopnosti
V různých epizodách originálního seriálu jsou zdůrazněny odlišnosti Spockovy osobnosti a jeho schopností. Například díl „Sláva Omegy“ (The Omega Glory) je založen na tom, že Spock může nakrátko převzít kontrolu nad myslí ostatních – tato schopnost nebyla zjištěna u žádného jiného Vulkánce. Toto, společně se Spockovo schopností přenášet katru, vedlo k závěru, že Spockovy mentální schopnosti převyšují průměrného Vulkánce. V TOS je také ukázáno, že je Spock nadaný hudebník hrající na vulkánskou harfu. V díle „Requiem za Metuzaléma“ (Requiem for Methuselah) prokázal své široké znalosti klasické hudby. Jeho zálibou jsou také 3D šachy.
Díky svým zkušenostem v různých vědních oborech, matematice, šachách, boji beze zbraně a evidentně neomezeným znalostem (nejlépe je to vidět v Trablech s Tribbly), může být Spock nazýván polymatem.

### Vulkánský nervový stisk

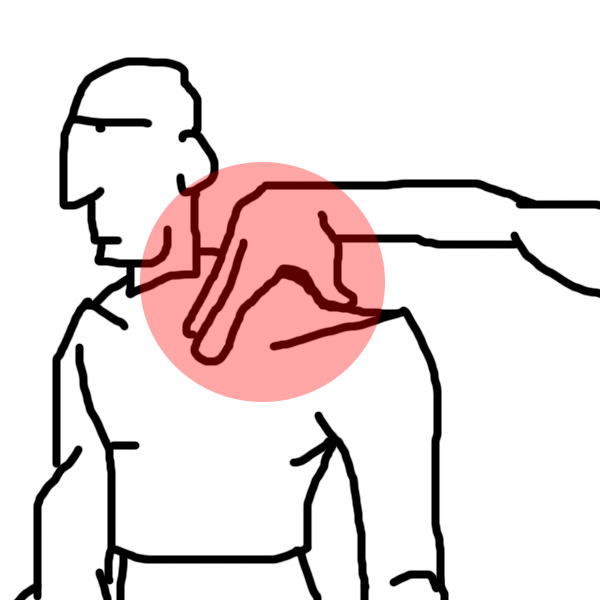
Vulkánský nervový stisk

Spock, stejně tak jako ostatní jeho rasy, využívá tento tzv. vulkánský nervový stisk jako obrannou (a příležitostně i útočnou) metodu boje. Použitím tlaku na tlakové body na spojnici mezi krkem a ramenem přivodí většině lidí a humanoidů bezvědomí. Většinou stisk používá na lidi a humanoidy, ale v jednom případě jej použil i na koni podobné zvíře (Star Trek V: Nejzazší hranice). Ze začátku měli umět používat tento stisk pouze Vulkánci, později jej předvedl ale i Jean-Luc Picard nebo android Data. Doktor McCoy ale vulkánský stisk nedokázal, ani když v té době nosil Spockovu katru (Star Trek III: Pátrání po Spockovi).
Vulkánský smrtící chvat je mnohem účinnější verze, kterou Spock použil v epizodě Incident Enterprise („The Enterprise Incident“), kde zdánlivě zabil šíleného Kirka. Ve skutečnosti to byla ale Kirkova lest, díky které mohl předstírat smrt a potom tajně ukrást maskovací zařízení z romulanské lodi. Takže není jasné, jestli Vulkánský smrtící chvat vůbec existuje, protože nikdy předtím ani potom ho žádný Vulkánec nepoužil. Podle toho, že Spock později použití smrtícího chvatu popírá, to vypadá, že vůbec neexistuje.

### Splynutí myslí
Spock několikrát splynutí myslí předvedl při komunikaci s bytostmi, se kterými nebylo možné se domluvit pomocí univerzálního jazyka, nebo když se potřeboval dostat hluboko do povědomí ostatních např. při získávání informací. Při spojení myslí umístí Spock prsty na body na tváři (nebo ekvivalentu) bytosti, se kterou se chce spojit. Po chvíli se jeho vědomí spojí s druhým vědomím, takže mohou sdílet myšlenky a emoce.

## Zrcadlový Spock
V zrcadlovém vesmíru je Spock prvním důstojníkem na ISS Enterprise v roce 2267. Stejně jako jeho protějšek, je i zrcadlový Spock logická bytost oddaná svému kapitánovi, James T. Kirkovi. Když dostal od Pozemského impéria rozkaz Kirka zabít, varoval ho s tím, že pokud nezaútočí na Halkaniany, kteří odmítli podepsat smlouvu s Impériem, převezme velení nad lodí.
Když ne-zrcadlový Kirk odcházel, věřil, že se Spock jednoho dne stane kapitánem Enterprise a položil mu otázku, jestli si myslí, že násilí je jediná logická odpověď. Tím zasel v Spockovi semínko pochybností o nutnosti Impéria a Spock mu slíbil, že o jeho slovech bude přemýšlet.
Jak Kirk předpověděl, Spock se později stal kapitánem Enterprise. Použil loď jako základnu pro akumulování vlivu. Zavedl významné reformy a přeměnil Impérium v mírumilovnější a méně agresivnější sílu. Spockovy reformy způsobily, že Impérium nebylo připravené na boj proti Klingonsko-Kardasianecké Alianci, která dobyla Pozemské impérium a zotročila Pozemšťany i Vulkánce.